# کریستی ۱۲۹۵۶۴
سیارک ۱۲۹۵۶۴ (به انگلیسی: 129564 Christy، نامگذاری:1997ER40) صد و بیست و نه هزار و پانصد و شصت و چهارمین سیارک کشف شده‌است که در ۷ مارس ۱۹۹۷ کشف شد.